# William T. Cobb
William Titcomb Cobb, född 23 juli 1857 i Rockland i Maine, död där 24 juli 1937, var en amerikansk republikansk politiker, jurist och affärsman. Han var Maines guvernör 1905–1909.
Cobb utexaminerades 1877 från Bowdoin College. Därefter studerade han vidare i Leipzig och Berlin samt avlade juristexamen vid Harvard Law School. År 1880 inledde han sin framgångsrika karriär som advokat. Därefter var han verksam bland annat som skeppsredare och som verkställande direktör för Bath Iron Works.
Cobb efterträdde 1905 John Fremont Hill som guvernör och efterträddes 1909 av Bert M. Fernald. Som guvernör stödde Cobb Theodore Roosevelts progressiva reformer, bland annat presidentens försök att begränsa järnvägsbolagens makt. Som moralist var han för en noggrann tillämpning av Maines strikta alkoholförbudslagstiftning.